# Die schwarze Haut
Die schwarze Haut ist ein Roman des amerikanischen Schriftstellers Robert Ruark aus dem Jahr 1955. Das Buch beschäftigt sich mit der Entstehung und den Folgen des Mau-Mau-Aufstandes in der damaligen britischen Kolonie Kenia.

## Handlung
Die Handlung spielt in der britischen Kolonie Kenia und umfasst mehrere Jahrzehnte vom Beginn der Kolonialisierung durch die Briten bis zum Beginn der Unabhängigkeitsbewegung. Die Handlung folgt den zwei Hauptfiguren, Peter McKenzie und Kimani von ihrer Kindheit in den dreißiger Jahren bis zum Ausbruch des Mau-Mau-Aufstandes Mitte der fünfziger Jahre und schildert den Aufstand aus Sicht der europäischen Siedler und der afrikanischen Bevölkerung.
Peter und Kimani sind gleich alt und seit frühster Kindheit befreundet. Peter ist Sohn des wohlhabenden britischen Farmers Henry McKenzie. Kimani ist der älteste Sohn von Henry McKenzies afrikanischem Vorarbeiter Karanja. Da Peters Mutter früh verstirbt, wird er von Kimanis Mutter aufgezogen. So lernt er die afrikanische Kultur und Denkweise kennen sowie verschiedene afrikanische Sprachen zu sprechen. Kimani lernt Englisch und lernt die Welt der weißen Siedler kennen.
Peter und Kimani sind trotz ihrer unterschiedlichen Herkunft wie Brüder und sich des großen kulturellen und sozialen Unterschieds zwischen den europäischen Siedlern und der einheimischen afrikanischen Bevölkerung nicht bewusst. Als die beiden ins Jugendalter kommen, wird ihnen dieser Unterschied deutlich. Während Peter ein privilegiertes Leben führt, ist Kimani rechtslos und arm.
Eine Abfolge von Unglücken führt dazu, dass Kimani Peters Schwager mit einem Speer zu töten versucht. Der Mann überlebt das Attentat und Kimani flieht von der Farm. Er schließt sich einer Gruppe von gesetzeslosen Schwarzen an, die in den Bergen leben. Die Bande lebt von Überfällen auf die Farmen der Europäer. Die Bande ist Teil der Mau-Mau-Bewegung, die die Europäer aus der Kolonie vertreiben will. Kimani wird gegen seinen Willen gezwungen, in Gefängnissen Mitglieder für dieses Vorhaben anzuwerben. Peter geht in der Zwischenzeit bei einem Großwildjäger in die Lehre und wird Besitzer eines Safari-Unternehmens. Er heiratet seine Jugendliebe Holly und gibt nach der Hochzeit das Jagdgeschäft auf, um die Farm seines Vaters zu übernehmen.
Am Beginn der Flitterwochen erfährt Peter, dass eine Gruppe Mau-Mau-Kämpfer auf die Farm seines Schwagers eingedrungen ist und dessen Familie getötet hat. Nur seine Schwester und sein Neffe überleben den Angriff. Der ursprüngliche Plan der Mau-Mau, die Europäer mit einem überraschenden Aufstand zu vertreiben scheitert und entwickelt sich zu einem Partisanenkrieg, bei dem die Mau-Mau Farmen aus dem Hinterhalt überfallen und sich danach unter der einheimischen Bevölkerung verstecken. Wie viele andere weiße Jäger schließt sich Peter einer Miliz an, um die Mau-Mau in den Bergen aufzuspüren. Er erfährt, dass Kimani sich den Mau-Mau angeschlossen hat und für den Überfall auf die Farm seines Schwagers verantwortlich war. Er beschließt Kimani aufzuspüren und zu töten.
Zusammen mit anderen Europäern durchstreift Peter die Wildnis auf der Suche nach den Verstecken der Aufständischen. Sie errichten ein Konzentrationslager und foltern gefangene Mau-Mau-Kämpfer auf grausame Weise, um an Informationen zu gelangen. Peter leidet sehr unter dem menschenverachtenden Guerilla-Krieg. Wenn er bei seiner Familie zu Besuch ist, hat er Albträume und betrinkt sich, um die Schrecken zu vergessen. Seine Ehe mit Holly zerbricht. Nach einigen Monaten stellt Peter Kimani in den Bergen. Die beiden Männer sehen sich zum ersten Mal seit ihrer Kindheit wieder und sind inzwischen bittere Feinde. Peter tötet Kimani in einem Kampf Mann gegen Mann und nimmt Kimanis Kopf als Trophäe mit.

## Entstehungsgeschichte
Der Roman ist von Ruarks zahlreichen Safaris in die damaligen britischen Kolonien Kenia und Tanganjika inspiriert. Ruark war von der Großwildjagd, dem Lebensstil der Großwildjäger und der afrikanischen Natur fasziniert und schildert diese sehr ausführlich. Ruarks Freund und Jagdführer Harry Selby diente als Vorbild für die Hauptperson Peter McKenzie.

## Trivia
Am Beginn des Buches trifft Peter McKenzie auf das amerikanische Ehepaar Thomas und Nancy Deane, die seine Jagdgäste sind. Bei den beiden handelt es sich um die literarischen Ebenbilder von Robert Ruark und seiner Frau Virginia. Der Verlauf der Safari der Deans ist Ruarks erster afrikanischen Safari in Tanganjika nachempfunden, die er in seinem Buch Der Blick des Büffels beschreibt. Thomas Deane gleicht Ruark auf seiner ersten Safari in Afrika: Er ist passionierter Flintenschütze und hat keine Erfahrung mit Schalenwild. Er ist ängstlich gegenüber Großwild und hat eine Vorliebe für Gin. Nancy Deans Entwicklung von der nörgelnden Frau aus der Großstadt zu einer zufriedenen und naturverbundenen Frau gleicht ebenfalls Virginia Ruarks Erfahrungen.
Ernest Hemingway erwähnt Die schwarze Haut in seinem Roman Die Wahrheit im Morgenlicht. Während Hemingway auf Safari in Ostafrika ist, beschreibt er auf ironische Art ein fiktives Luxushotel im afrikanischen Busch. In seiner Schilderung liegen auf jedem Zimmer von Ruark signierte Ausgaben von Die schwarze Haut. Hemingway war Ruarks großes literarisches und persönliches Vorbild.